# Роберт Джервіс
Роберт Джервіс (30 квітня 1940 — 9 грудня 2021) — американський політолог, професор міжнародних відносин в Колумбійському університеті, був членом факультету з 1980 року. Джервіс був удостоєний премії Grawemeyer  університету Луїсвілля в 1990 за ідеї вдосконалення світового порядку. Джервіс є співредактором Корнельського дослідження з питань безпеки.

## Біографія
Роберт Джервіс отримав ступінь бакалавра в коледжі Оберлін (1962) і ступінь доктора наук в університеті Каліфорнії, Берклі (1968). З 1968 по 1972 рік він був асистентом-професором Гарвардського університету і ад'юнкт-професором з 1972 по 1974 рік. З 1974 по 1980 рік він був професором політології в університеті Каліфорнії, Лос-Анджелес. Він був Президентом американської Асоціації політичних наук. Він батько Лізи Джервіс, який є одним із засновників журналу Біч.
Він працював над сприйняттям і неправильне сприйняття зовнішньополітичних рішень. У той час як Джервіс, став відомий завдяки двом книгам на початку своєї кар'єри, він також написав Системні ефекти: Складність в політичному і громадському житті (Princeton, 1997). За допомогою системи ефектів, Джервіс зарекомендував себе як соціальний учений, а також експерт в галузі міжнародної політики. Багато його останніх творів написані про доктрину Буша, до якої він ставився з критикою. Джервіс є членом американської Асоціації сприяння розвитку науки та Американської академії мистецтв і наук. У 2006 році він був удостоєний премії НАН України для дослідження поведінки, спрямованих на запобігання ядерної війни від Національної Академії наук. Він брав участь в реалізації Ініціативи Гертоґена в 2010 році, глобальної стратегії дослідницької програми високого рівня з питань розповсюдження ядерної зброї..

## Вибрані публікації
- The Logic of Images in International Relations (Princeton, 1970) ISBN 978-0-231-06932-8
- Perception and Misperception in International Politics (Princeton, 1976) ISBN 978-0-691-10049-4
- The Meaning of the Nuclear Revolution (Cornell, 1989)
- System Effects: Complexity in Political and Social Life (Princeton, 1997) ISBN 978-0-86682-003-5
- Why Intelligence Fails: Lessons From The Iranian Revolution And The Iraq War (Cornell, 2010) ISBN 978-0-8014-4785-3

Статті
- «System Effects Revisited.» (2012) Critical Review 24(3): 393—415.
- «Black Swans in Politics.» (2009) Critical Review 21(4): 475–89.
- «Bridges, Barriers, and Gaps: Research and Policy.» (2008) Political Psychology 29(4): 571–92.
- «Understanding Beliefs.» (2006) Political Psychology 27(5): 641–63.
- «The Implications Of Prospect Theory For Human Nature And Values.» (2004) Political Psychology 25(2): 163–76.
- «Realism, Neoliberalism, and Cooperation: Understanding the Debate.» (1999) International Security 24(1): 42–63.
- «Complexity and the Analysis of Political and Social Life.» (1997) Political Science Quarterly 112(4): 569–93.
- «Cooperation under the Security Dilemma» (World Politics, Vol. 30, No.2, 1978)